# Akimasa Tsukamoto
Akimasa Tsukamoto (Nagasaki, 22 november 1969) is een voormalig Japans voetballer.

## Carrière
Akimasa Tsukamoto speelde tussen 1995 en 1996 voor Cerezo Osaka.

## Statistieken
| Japan   | Japan        | Japan       | League | League | Emperor's Cup | Emperor's Cup | J-League Cup | J-League Cup | Totaal | Totaal |
| Seizoen | Club         | League      | Wed.   | Goals  | Wed.          | Goals         | Wed.         | Goals        | Wed.   | Goals  |
| ------- | ------------ | ----------- | ------ | ------ | ------------- | ------------- | ------------ | ------------ | ------ | ------ |
| 1995    | Cerezo Osaka | J. League 1 | 2      | 0      | 0             | 0             | -            | -            | 2      | 0      |
| 1996    | Cerezo Osaka | J. League 1 | 6      | 0      | 0             | 0             | 3            | 1            | 9      | 1      |
| Totaal  | Totaal       | Totaal      | 8      | 0      | 0             | 0             | 3            | 1            | 11     | 1      |